# Podomyrma octodentata
Podomyrma octodentata é uma espécie de formiga do gênero Podomyrma, pertencente à subfamília Myrmicinae.